# Підступність (фільм)
«Підступність» (італ.італ. Malizia) — фільм італійського режисера Сальваторе Сампері 1973 року.

## Сюжет
Вже у віці італієць Антоніо, глава великої родини, позбувся дружини. Але несподівано у їх будинку з'являється приваблива служниця Анжела, яка досить успішно справляється з господарством. Він роздумує навіть одружитися з нею. Але його син-підліток Ніно, у якого прокидаються сексуальні почуття, теж розраховує на Анжелу. По ходу справи до нього пристає сестра його шкільного друга. Зрештою недосвідчений в любовних справах Ніно домагається свого. 

## В ролях
- Лаура Антонеллі — Анжела
- Турі Ферро — Ігнаціо
- Алессандро Момо — Ніно
- Тіна Омон — Luciana
- Лилла Бріньоне — Granma
- Піно Карузо — Don Cirillo
- Анджела Лючі — Ines Corallo
- Стефано Амато — Porcello
- Джанлуїджі Чіріцці — Nuccio
- Грація Ді Марца — Adelina
- Массіміліано Філоні — Enzio

## Нагороди і номінації
Номінації 
- 1973 - Берлінський кінофестиваль
  - «Срібний ведмідь» за найкращу режисуру - Сальваторе Сампера

Нагороди 
- 1974 - Срібна стрічка
  - Премія «Срібна стрічка» за кращу жіночу роль - Лаура Антонеллі
  - Премія «Срібна стрічка» краще костюмеру - П'єро Този